# Wladimir Konstantinowitsch Neupokojew
Wladimir Konstantinowitsch Neupokojew (russisch Владимир Константинович Неупокоев; * 11. Junijul. / 23. Juni 1873greg. in St. Petersburg; † 2. Märzjul. / 15. März 1912greg. in Wladiwostok) war ein russisch-sowjetischer Marineoffizier, Hydrograph und Polarforscher.

## Leben
Neupokojew war ein Sohn des Generalmajors des Flottensteuermann-Korps Konstantin Michailowitsch Neupokojew und hatte 11 Geschwister. Neupokojew trat 1887 in das Marine-Kadettenkorps in St. Petersburg ein. Nach dem erfolgreichen Abschluss der Ausbildung wurde ihm von Admiral Pawel Nachimow ein Preis überreicht. Im September 1893 wurde er zum Mitschman befördert, worauf er in der Pazifik-Flottille seinen Dienst antrat.

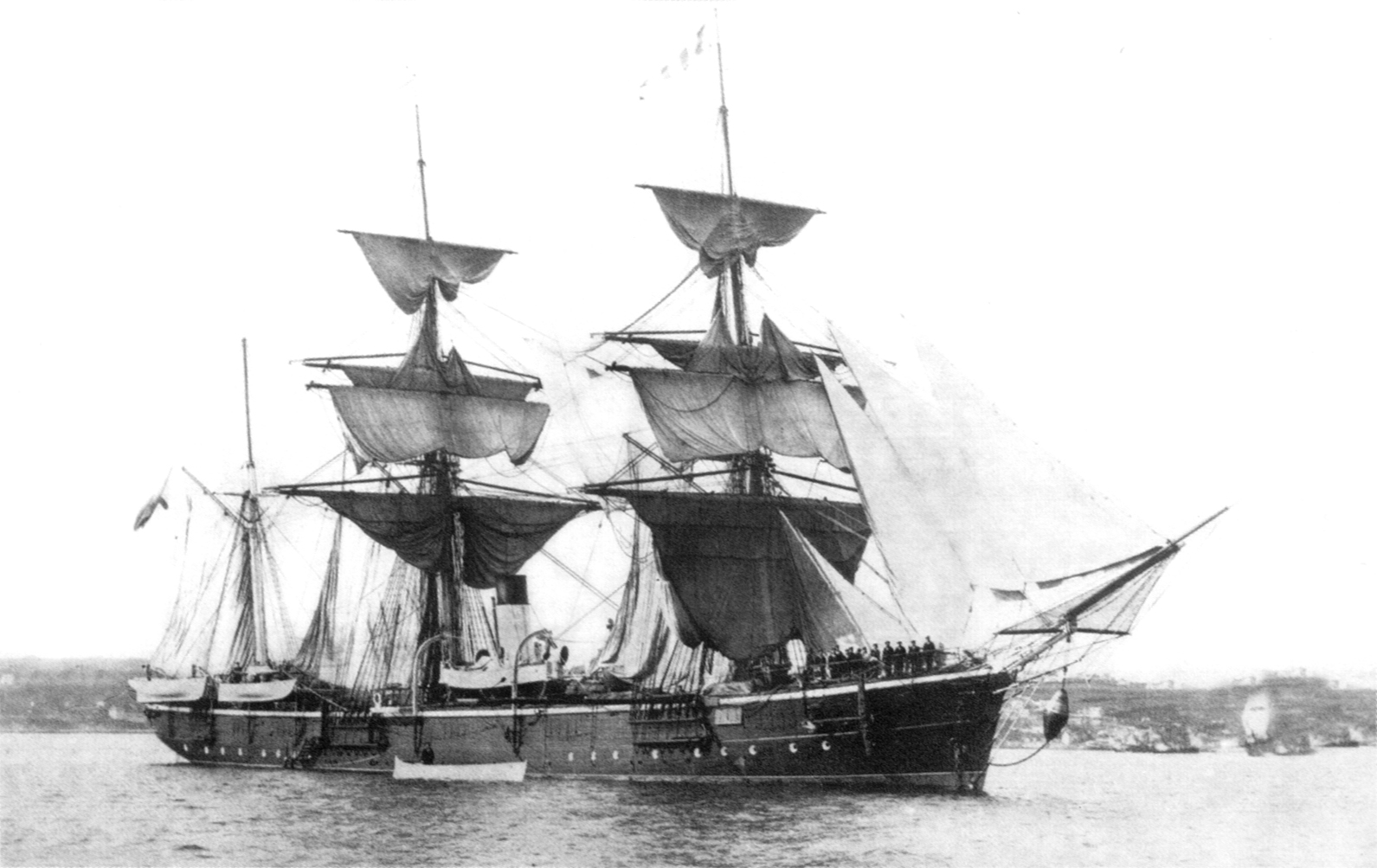
Klipper Westnik

Zunächst nahm Neupokojew auf dem Klipper Westnik an der Vermessung der Küste der Halbinsel Kola teil. Dann fuhr er auf den Kreuzern Pamjat Asowa und Admiral Nachimow und auf dem Klipper Kreuzer auf dem Pazifik. 1898 wurde er zum Leutnant befördert.
Neupokojew wechselte 1899 in die Reserve und wurde 3. Assistent des Kapitäns auf dem Dampfschiff Cherson der Russischen Freiwilligen Flotte, das von Odessa nach Wladiwostok fuhr. Er nahm 1899 auf dem Eisbrecher Jermak an der Polarexpedition Admiral Stepan Makarows zur Erforschung des Arktischen Ozeans teil. 1902–1903 beteiligte er sich an hydrographischen Untersuchungen der Meere des nördlichen Pazifiks und gab Materialien zur Beschreibung der Ostküste Chinas und Koreas für ein Seehandbuch heraus.
Während des Russisch-Japanischen Kriegs 1904–1905 kommandierte Neupokojew Militärtransportschiffe und wurde verwundet. Er erhielt den Orden der Heiligen Anna III. Klasse. Er war mit der Regierungspolitik und dem Krieg nicht einverstanden und übergab im März 1905 dem Kommandanten der Festung Wladiwostok und Kommandeur des Kreuzer-Kommandos Konteradmiral Karl Jessen seine Erklärung mit dem Verzicht auf den militärischen Rang. Vor der Besatzung der Schilka nahm er die Schulterstücke ab und übergab das Kommando dem Nautischen Offizier. Daraufhin wurde Neupokojew für psychisch gestört erklärt und in ein Militärhospital eingewiesen. Im August 1905 wurde er als Kapitän 2. Ranges aus dem aktiven Militärdienst entlassen.
Im September 1905 bewarb sich Neupokojew beim Ministerium für Handel und Industrie um die freie Stelle des Leiters der Wladiwostoker Marine-Fernschifffahrt-Schule. Er erhielt die Stelle und leitete ab November 1905 die Schule. Während der Russischen Revolution 1905 wurde das Schulgebäude von Aufständischen in Brand gesteckt, worauf die Schule zeitweise auf das Militärtransportschiff Eldorado unter dem Kommando Neupokojews untergebracht war.
Neupokojew organisierte mit Lehrern der Schifffahrtsschule 1907 die Freie Ballonfahrt-Gesellschaft, die die einzige Gesellschaft dieser Art in Fernost war und deren Mitglieder viele Studenten der Schule waren.
1908 organisierte Neupokojew den Bau eines neuen Gebäudes (Holzbau) für die Studenten. Er überzeugte das Marine-Ministerium, der Schule für Ausbildungszwecke den Schoner Nadeschda zuzuweisen, auf dem 15 Studenten 1908 an die Küsten Kamtschatkas und Japans geschickt wurden. Im selben Jahr schrieb er ein Bühnenwerk über eine Äquator-Überquerung und führte es mit seinen Studenten auf. Mit dem eingenommenen Eintrittsgeld wurden Lehrbücher, Instrumente und Seekarten gekauft.
Neupokojew initiierte die Gründung einer Marine-Gesellschaft und einer Marine-Bibliothek. Er war Mitglied der Gesellschaft zur Erforschung der Amur-Region. Er war Vorsitzender der Wladiwostoker Gesellschaft der Esperantisten Espero. Unter seiner Leitung wurden Esperanto-Kurse im Volkshaus, im Orientalistik-Institut, im Jungengymnasium und am Marinehafen eröffnet. In seiner eigenen Schule war es ein Pflichtfach. Er sprach es fließend wie Französisch und Englisch.
Als 1910 das dänische Schulschiff Viking nach Wladiwostok kam, führte Neupokojew auf dem Schiff mit Studenten Übungen durch und fuhr dann mit 8 Studenten auf der Weltumsegelung mit. Dabei erkältete er sich schwer, was eine Rippenfellentzündung und dann Tuberkulose zur Folge hatte.
Neupokojews Brüder Leonid, Konstantin und Dmitri waren ebenfalls Marineoffiziere. Leonid Neupokojew war Offizier auf dem Panzerkreuzer Knjas Potjomkin Tawritscheski und wurde 1905 von den meuternden Matrosen erschossen.
Neupokojew starb am 15. März 1912 in Wladiwostok und wurde auf dem Marine-Friedhof begraben.